# Metałurh Donieck (1911–1961)
Metałurh Donieck (ukr. ФК «Металург» Донецьк) – ukraiński klub piłkarski z siedzibą w mieście Donieck, na wschodzie kraju, działający w latach 1911–1991.

## Historia
Chronologia nazw:
- 1911: Juzowskie Sportowe Towarzystwo (ukr. «Юзівське спортивне товариство» (ЮСТ), ros. «Юзовское спортивное общество» (ЮСО))
- 1924: Zawod im J. Stalina Staline (ukr. «Завод ім. Й. Сталіна» Сталіно)
- 1950: Metałurh Staline (ukr. ФК «Металург» Сталіне)
- 09.11.1961: Metałurh Donieck (ukr. ФК «Металург» Донецьк)
- 1991: klub rozwiązano

Towarzystwo Sportowe w Juzowce zostało założone 30 września (3 października) 1911 roku w odlewni zakładów Johna Hughesa. Drużyna piłkarska USO była członkiem Południowo-Rosyjskiego Związku Piłki Nożnej, została zwycięzcą ligi piłkarskiej Donbasu w 1913 roku, brała udział w mistrzostwach Imperium Rosyjskiego w tym samym roku, docierając do półfinału południa (Małorosyjskiego) strefa. W latach porewolucyjnych fabrycznemu klubowi sportowemu nadano imię Lenina (Zawod im J.W. Stalina). SK nich. Lenin (SKL) został także mistrzem Donbasu i brał udział w mistrzostwach Ukrainy („srebro” w 1923 r., „brąz” w 1924 r.). Od 1929 roku „metalurdzy” zaczęli schodzić ze „sceny piłkarskiej”, ustępując miejsca młodej drużynie stalinowskiego „Dynama”. W 1950 roku zespół otrzymał nazwę Metałurh i  występował w regionalnych mistrzostwach Doniecka. Po rozpadzie ZSRR klub został rozwiązany.

## Sukcesy
- uczestnik Spartakiady Narodów ZSRR 1935 roku